# Дофін (Манітоба, сільський муніципалітет)
Дофін (англ. Dauphin) — сільський муніципалітет в Канаді, у провінції Манітоба.

## Населення
За даними перепису 2016 року, сільський муніципалітет нараховував 2388 жителів, показавши зростання на 8,5%, порівняно з 2011-м роком. Середня густина населення становила 1,6 осіб/км².
З офіційних мов обидвома одночасно володіли 135 жителів, тільки англійською — 2 245, а 5 — жодною з них. Усього 235 осіб вважали рідною мовою не одну з офіційних, з них 10 — одну з корінних мов, а 135 — українську.
Працездатне населення становило 70,7% усього населення, рівень безробіття — 7,2% (9,1% серед чоловіків та 4,8% серед жінок). 74,8% були найманими працівниками, 24,8% — самозайнятими.
Середній дохід на особу становив $44 319 (медіана $35 913), при цьому для чоловіків — $50 067, а для жінок $38 065 (медіани — $40 533 та $31 744 відповідно).
30,5% мешканців мали закінчену шкільну освіту, не мали закінченої шкільної освіти — 21,9%, 47,6% мали післяшкільну освіту, з яких 19,3% мали диплом бакалавра, або вищий.
| Статево-вікова структура населення | Статево-вікова структура населення | Статево-вікова структура населення | Статево-вікова структура населення | Статево-вікова структура населення |
| ---------------------------------- | ---------------------------------- | ---------------------------------- | ---------------------------------- | ---------------------------------- |
|                                    |                                    |                                    |                                    |                                    |
| Всього                             | Всього                             | 52,2%47,8%                         |                                    |                                    |
| 0 — 14 років                       | 0 — 14 років                       |                                    | 16,5%                              | 16,5%                              |
| 15 — 64 років                      | 15 — 64 років                      |                                    | 65,3%                              | 65,3%                              |
| 65 і більше                        | 65 і більше                        |                                    | 18,2%                              | 18,2%                              |
| 85 і більше                        | 85 і більше                        |                                    | 1,3%                               | 1,3%                               |
| Середній вік (років)               | Середній вік (років)               | 44,142,3                           | 43,2                               | 43,2                               |
| Медіана (років)                    | Медіана (років)                    | 48,646,3                           | 47,6                               | 47,6                               |
| — чоловіки — жінки                 |                                    |                                    |                                    |                                    |

| Походження мешканців:     | Походження мешканців:     | Походження мешканців: | Походження мешканців: | Походження мешканців: |
| ------------------------- | ------------------------- | --------------------- | --------------------- | --------------------- |
| Походження                |                           |                       | осіб                  | %                     |
| Корінні американці        | Корінні американці        |                       | 355                   | 14.88%                |
| Інше північноамериканське | Інше північноамериканське |                       | 510                   | 21.38%                |
| Європейське               | Європейське               |                       | 2 100                 | 88.05%                |
| британське                | британське                |                       | 1 090                 | 45.7%                 |
| французьке                | французьке                |                       | 475                   | 19.92%                |
| українське                | українське                |                       | 850                   | 35.64%                |
| Азійське                  | Азійське                  |                       | 10                    | 0.42%                 |

| Зайнятість населення за галузями (за класифікацією NOC): | Зайнятість населення за галузями (за класифікацією NOC): | Зайнятість населення за галузями (за класифікацією NOC): | Зайнятість населення за галузями (за класифікацією NOC): | Зайнятість населення за галузями (за класифікацією NOC): |
| -------------------------------------------------------- | -------------------------------------------------------- | -------------------------------------------------------- | -------------------------------------------------------- | -------------------------------------------------------- |
|                                                          |                                                          |                                                          |                                                          |                                                          |
| Управління                                               | Управління                                               |                                                          | 21,7%                                                    | 21,7%                                                    |
| Бізнес, фінанси та адміністрування                       | Бізнес, фінанси та адміністрування                       |                                                          | 11,9%                                                    | 11,9%                                                    |
| Природничі та прикладні науки                            | Природничі та прикладні науки                            |                                                          | 3,2%                                                     | 3,2%                                                     |
| Охорона здоров'я                                         | Охорона здоров'я                                         |                                                          | 7,9%                                                     | 7,9%                                                     |
| Освіта, правозахист, муніципальні та урядові служби      | Освіта, правозахист, муніципальні та урядові служби      |                                                          | 10,8%                                                    | 10,8%                                                    |
| Мистецтво, культура, відпочинок та спорт                 | Мистецтво, культура, відпочинок та спорт                 |                                                          | 1,4%                                                     | 1,4%                                                     |
| Роздрібна торгівля та послуги                            | Роздрібна торгівля та послуги                            |                                                          | 15,9%                                                    | 15,9%                                                    |
| Гуртова торгівля, транспорт та обладнання                | Гуртова торгівля, транспорт та обладнання                |                                                          | 17,7%                                                    | 17,7%                                                    |
| Природні ресурси, сільське господарство                  | Природні ресурси, сільське господарство                  |                                                          | 7,2%                                                     | 7,2%                                                     |
| Виробництво                                              | Виробництво                                              |                                                          | 1,4%                                                     | 1,4%                                                     |

## Населені пункти
До складу сільського муніципалітету входить місто Дофін, а також хутори, інші малі населені пункти та розосереджені поселення.

## Клімат
Середня річна температура становить 1,9°C, середня максимальна – 23,5°C, а середня мінімальна – -24,9°C. Середня річна кількість опадів – 515 мм.
| Клімат поселення                              | Клімат поселення | Клімат поселення | Клімат поселення | Клімат поселення | Клімат поселення | Клімат поселення | Клімат поселення | Клімат поселення | Клімат поселення | Клімат поселення | Клімат поселення | Клімат поселення | Клімат поселення |
| Показник                                      | Січ.             | Лют.             | Бер.             | Квіт.            | Трав.            | Черв.            | Лип.             | Серп.            | Вер.             | Жовт.            | Лист.            | Груд.            |                  |
| Середній максимум, °C                         | −11,55           | −7,47            | −0,74            | 8,97             | 17,31            | 22,73            | 23,45            | 22,30            | 16,85            | 9,90             | −0,6             | −9,92            |                  |
| Середня температура, °C                       | −18,25           | −14,15           | −7,42            | 2,30             | 10,61            | 16,04            | 18,74            | 17,57            | 12,10            | 5,16             | −5,3             | −14,66           |                  |
| Середній мінімум, °C                          | −24,93           | −20,84           | −14,1            | −4,4             | 3,94             | 9,35             | 14,00            | 12,84            | 7,40             | 0,42             | −10,06           | −19,39           |                  |
| Норма опадів, мм                              | 20               | 14               | 27               | 30               | 53               | 82               | 77               | 63               | 67               | 36               | 24               | 22               |                  |
| Середньомісячна швидкість вітру, м/с          | 3.50             | 3.60             | 3.70             | 3.98             | 4.10             | 3.70             | 3.40             | 3.40             | 3.80             | 4.00             | 3.80             | 3.60             |                  |
| Середньомісячна сонячна радіація, кДж/м²·день | 3845             | 7190             | 12648            | 17329            | 20212            | 21444            | 21777            | 18302            | 12463            | 7375             | 3946             | 2945             |                  |
| --------------------------------------------- | ---------------- | ---------------- | ---------------- | ---------------- | ---------------- | ---------------- | ---------------- | ---------------- | ---------------- | ---------------- | ---------------- | ---------------- | ---------------- |
| Джерело:                                      |                  |                  |                  |                  |                  |                  |                  |                  |                  |                  |                  |                  |                  |